# Distoleon jousseaumei
Distoleon jousseaumei is een insect uit de familie van de mierenleeuwen (Myrmeleontidae), die tot de orde netvleugeligen (Neuroptera) behoort. 
Distoleon jousseaumei is voor het eerst wetenschappelijk beschreven door Navás in 1914.